# Manantali-Talsperre
Die Manantali-Talsperre (deutsch für Barrage de Manantali) ist ein Staudamm in Mali (Westafrika). Der Bau war ein Projekt der Organisation pour la mise en valeur du fleuve Sénégal.
Zweck der Talsperre sind neben der Stromgewinnung die landwirtschaftliche Bewässerung und Niedrigwasseraufhöhung.

## Bau
Der Damm wurde zwischen 1981 und 1988 durch die ECBM (Entreprises de Construction du Barrage de Manantali), ein Konsortium der europäischen Unternehmen Züblin, Dyckerhoff & Widmann und die Losinger AG bei Manantali gebaut. Planung und Bauleitung erfolgte durch die Rhein-Ruhr Ingenieur GmbH, heute RRI GmbH Rhein Ruhr International. Durch den Staudamm wird der Fluss Bafing aufgestaut.
Das Kraftwerk wurde zwischen 1999 und 2002 errichtet. Am 1. Januar 2002 wurde zum ersten Mal Strom erzeugt. Zu diesem Zeitpunkt war aber nur eine der insgesamt fünf geplanten 40-MW-Turbinen installiert. Wenn das Kraftwerk einmal fertig ausgebaut ist, soll es eine Leistung von 200 MW erzeugen. Der hier erzeugte Strom wird über ein über 1300 km langes Stromnetz in Mali, Mauretanien und Senegal verteilt.

## Daten
Das Bauwerk hat eine Gesamtlänge von 1494 m (sie wird auch mit 1402 m angegeben) und eine Maximalhöhe von 65 m (wird auch mit 70 m angegeben). Es unterteilt sich in drei Abschnitte. Die beiden äußeren Abschnitte von 668 m bzw. 355 m sind Schüttdämme bestehend aus einem Lehmkern, einer Filterschicht und Felsschüttung als Stützkörper. Die restlichen 471 m bestehen aus einer Pfeilerstaumauer aus Beton, in der die sieben Grundablässe sowie die acht Überläufe der Hochwasserentlastung untergebracht sind. Zusätzlich wurden schon Einlässe für das später gebaute Wasserkraftwerk Centrale hydroélectrique de Manantali eingeplant.
Der resultierende Stausee, der Manantali-See, hat ein Stauvolumen von ungefähr 11.270 Mio. m³ und eine Fläche von ca. 477 km². Er ist rund 94 km² kleiner als der Bodensee.

## Kritik
Der Bau war seit seiner Projektierung in Mali und in den Ländern der Geldgeber umstritten. „Manantali ist ein Beispiel, wie Millionen westlicher Hilfe und arabische Petrodollars versickern; wie deutsche, französische, amerikanische Bau- und Elektrokonzerne an Drittweltprojekten verdienen.“ schrieb Der Spiegel 1992 zu dem Projekt.
Die lokale Bevölkerung (etwa 10.000 Menschen) wurde für die Umsetzung aus den fruchtbaren Flussniederungen in die ausgelaugten Höhenlagen umgesiedelt. Sie mussten dabei ihre heiligen Stätten zurücklassen und von ihren traditionellen Anbaumethoden abweichen. Es wurden viele junge Arbeiter ausgebildet und für den Bau beschäftigt. Eine kleine Ortschaft am Rand der Baustelle wuchs binnen weniger Wochen von 200 auf 15.000 Menschen an. Es wurden ein Kino und ein Nachtclub gebaut, und Märkte mit europäischen Produkten. Dies hatte weitreichende Folgen für die lokale Bevölkerung. Die jungen Männer verließen nach dem Bau die Gegend und zogen in die Städte, da sich vor Ort keine Industrie ansiedelte. Der rasche Bevölkerungsanstieg hatte vor allem für die jungen Frauen weitreichende Konsequenzen. Inzwischen sind fast nur noch Alte und Frauen vor Ort. Den Einheimischen wurden die nötigen Techniken für die veränderte Landwirtschaft nicht vermittelt. Die Bevölkerung muss inzwischen für Wasser zahlen, was nicht mit ihrem Weltverständnis vereinbar ist. Trotz der enormen Energiegewinnung gibt es bislang vor Ort keinen Strom.